# Pseudombrophila cervaria
Pseudombrophila cervaria är en svampart som först beskrevs av William Phillips, och fick sitt nu gällande namn av Johannes van Brummelen 1995. Pseudombrophila cervaria ingår i släktet Pseudombrophila och familjen Pyronemataceae.  Arten är reproducerande i Sverige. Inga underarter finns listade i Catalogue of Life.